# Montevideo Shopping
Montevideo Shopping – centrum handlowe w Montevideo, stolicy Urugwaju. Położone w południowo-zachodniej części miasta, w barrio Buceo, w pobliżu Pocitos, nad wybrzeżem La Platy.
Otwarte zostało 1985 roku i jest najstarszym tego typu obiektem nad La Platą. Posiada trzy poziomy. Znajduje się tu około 200 sklepów oraz kino z 10 salami.